# Ali Davoudi
Ali Davoudi, né le 22 mars 1999 à Téhéran, est un haltérophile iranien.

## Palmarès

### Jeux olympiques
- Jeux olympiques d'été de 2020 à Tokyo
  -  Médaille d'argent en plus de 109 kg[1].